# ژورنال ۶۴
ژورنال ۶۴ (به دانمارکی: Journal 64) یا خلوص انتقام (به انگلیسی: purity of vengeance) نام فیلمی است در ژانر جنایی، معمایی و هیجانی به کارگردانی کریستوفر بو محصول ۲۰۱۸ دانمارک. فیلم بر مبنای رمانی به همین نام از یوسی آدلر-اولسن ساخته شده‌است. فارس فارس، نیکولای لی کاس، بریته نویمن، آندرس هووه و یوهانه لوئیسه اشمیت در آن به ایفای نقش پرداخته‌اند.

## داستان
در پی کشف سه جسد در پستوی خانه‌ای که به طریقی مرموز مومیایی شده و پشت میزی نشانده شده و درون اتاق تیغه کشیده‌شده مدفون شده‌اند، کارآگاهان کارل مورک (با بازی نیکولای لی کاس) و اسد (با بازی فارس فارس) پرده از جرایم سازمان‌یافتهٔ مخوفی مربوط به چند دهه پیش از آن برمی‌دارند.